# Verde Veronese
Il verde Veronese è un colore scoperto dal pittore Paolo Veronese.
È un verde molto intenso che spazia tra il verde smeraldo, il verde malachite ed il verde giada.
Esiste anche un marmo di colore verde Veronese, chiamato appunto marmo Veronese.
Adatto agli artisti che amano i colori vivaci, è attualmente poco usato.
In inglese il colore viene chiamato viridian, derivato dal latino viridis, che significa verde.
Il colore può essere associato a un pigmento blu-verde, un ossido idrato di cromo trivalente, di media saturazione e relativamente scuro, con più componenti verdi che blu.
La tinta è considerata la più scelta per le sale da pranzo inglesi.
Al colore è attribuito un particolare stato dell'ultimo raggio di sole prima del tramonto, appunto chiamato raggio verde.